# Cuggiono

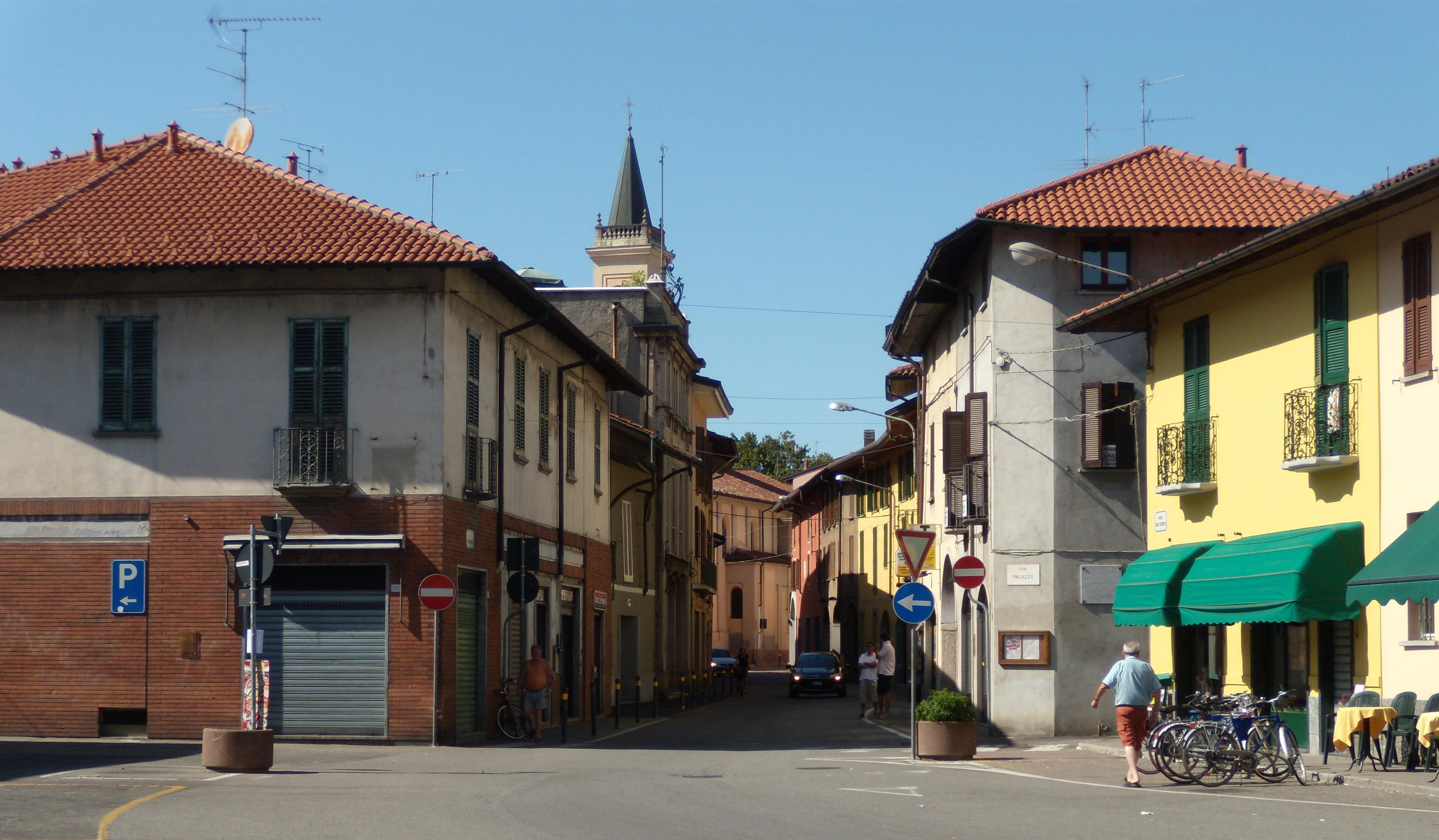
Eine Straße in Cuggiono

Cuggiono ist eine italienische Gemeinde mit 8079 Einwohnern (Stand 31. Dezember 2023) in der Metropolitanstadt Mailand, Region Lombardei. Sie liegt etwa 36 km westlich von Mailand an der italienischen Autobahn A4.
Die Nachbarorte von Cuggiono sind Castano Primo, Buscate, Arconate, Robecchetto con Induno, Inveruno, Galliate (NO), Mesero und Bernate Ticino.

## Demografie
Cuggiono zählt 3201 Privathaushalte. Zwischen 1991 und 2001 stieg die Einwohnerzahl von 7236 auf 7516. Dies entspricht einer prozentualen Zunahme von 3,9 %.

## Töchter und Söhne
- Angelo Branduardi (* 1950), Musiker und Songschreiber
- Giuseppe Calcaterra (* 1964), Radrennfahrer
- Massimo Garavaglia (* 1968), Politiker